# 중력 상수
중력 상수(重力常數, gravitational constant, 기호 G), 만유인력 상수 또는 뉴턴 상수는 중력의 세기를 나타내는 기초 물리 상수다. 중력을 다루는 모든 이론, 예를 들어 뉴턴의 만유인력의 법칙과 아인슈타인의 일반 상대성 이론에 등장한다. 과학 기술 데이터 위원회 2010년 자료
에 따르면, 국제단위계에서의 값은 다음과 같다.
| {\displaystyle G} | = (6.673 84 ± 0.000 0080) ×10−11 N m2 kg−2   |
|                   | = (6.673 84 ± 0.000 0080) ×10−11 m3 kg−1 s−2 |
그 밖에 국제 천문 연맹에서 제공하는 자료도 권위가 있다.

## 정의
만유인력의 법칙에 따르면, 두 물체 사이의 중력적 인력은 그 두 질량의 곱에 비례하며 거리의 제곱에 반비례한다. 식으로 쓰면 다음과 같다.
{\displaystyle F=G{\frac {m_{1}m_{2}}{r^{2}}}}
이 식에서 비례 상수 {\displaystyle G}를 중력 상수라고 일컫는다.
중력은 자연의 다른 세 상호작용보다 상대적으로 약하다. 예를 들어 두 대의 3000 kg의 자동차가 각각의 질량 중심에 대해 3 m 떨어져 있을 때 두 자동차에 작용하는 중력은 약 67 µN밖에 되지 않는다. 이는 모래 알갱이의 무게 정도의 힘에 해당한다.

## 중력 상수의 측정
중력 상수는 헨리 캐번디시가 캐번디시 실험을 통해 정교하게 처음으로 측정하였다. 실험을 위해 막대의 양 끝에 납으로 된 공을 매달고 이를 줄에 매달아 수평 방향으로만 회전하게 한다. 막대의 관성 모멘트는 막대가 복원력에 의해 진동하는 주기를 측정하여 알아낼 수 있다. 막대의 한쪽 끝에 다른 공을 가까이 대면 중력에 의해 서로 끌어당기게 되고 막대가 회전한 각도를 측정하여 이 힘을 알아낼 수 있다. (캐번디시의 실험의 본 목적은 중력 상수의 측정이 아니라, 지구의 질량을 측정하는 것이었다. 지구 표면의 중력장은 쉽게 측정할 수 있기 때문에, 지구의 크기와 중력 상수를 알면 지구의 질량을 계산할 수 있다.)
중력 상수의 측정은 캐번디시의 실험 이후로 점차 정확도가 향상되어 왔다. 중력이 다른 기본 상호 작용에 대해 매우 약하고, 다른 물체의 영향을 없애기 어렵기 때문에 중력 상수 {\displaystyle {G}\ }를 측정하는 것은 여러 모로 어렵다. 게다가 중력과 다른 상호 작용 사이에 알려진 상관 관계가 없기 때문에 간접적으로 이를 측정할 수 없다. 최근의 리뷰(Gilles, 1997)에 따르면, 중력 상수의 측정값은 크게 변해 왔고, 최근의 몇몇 측정값은 실제로는 서로 배타적이라고 한다.

## "GM" 곱
{\displaystyle GM} 곱 또는 표준 중력 변수는 여러 가지 중력과 관계된 수식을 간단히 표현하는 데 자주 활용된다. 특히 태양계에 대해 중력 법칙을 이용할 때 매우 높은 정확도로 측정할 수 있기 때문에 빈번하게 사용된다. 중력 상수의 정확도가 높지 않은 데 반해 행성의 위치나 중력 가속도와 같은 양은 매우 정확하게 측정할 수 있다. 따라서 중력 상수와 질량의 곱은 매우 정확하게 알아낼 수 있다(따라서 지구나 태양의 질량의 측정값의 정확도는 중력 상수의 정확도에 의존한다.). 태양계에서의 중력을 계산할 때 거의 대부분의 계산에서 GM 값이 함께 붙어서 나오며, 대부분의 계산에서 이 둘을 따로 대입할 필요가 없어 정확도를 높일 수 있다. 표준 중력 변수의 값은 {\displaystyle \mu }로도 표시하며 국제단위계에서 다음과 같은 값을 갖는다.
{\displaystyle \mu =GM=398,600.4418\pm 0.0008\ \mathrm {km^{3}\cdot s^{-2}} }
천체 역학에서는 주로 국제단위계의 킬로그램보다 태양 질량을 기준으로 한 단위계를 사용하는 것이 계산에 편하다. 이 단위계로 쓴 중력 상수를 가우스 중력 상수(Gaussian gravitational constant) {\displaystyle k^{2}}라 부르며,그 값은 다음과 같다.
{\displaystyle {k=0.01720209895\ A^{\frac {3}{2}}\ D^{-1}\ S^{-{\frac {1}{2}}}}}
여기서 {\displaystyle A}는 천문 단위, {\displaystyle D}는 평균 태양일, 그리고 {\displaystyle S}는 태양의 질량이다.

## 플랑크 단위계
중력 상수를 플랑크 상수와 광속을 이용하여, 임의적인 기본 단위가 전혀 없는 단위계를 만들 수 있다. 이를 막스 플랑크의 이름을 따 플랑크 단위계라고 부른다. 플랑크 단위계에서 중력 상수는 플랑크 상수와 진공에서의 빛의 속도와 함께 모두 1로 맞추어진다.

## 같이 보기
- 중력 가속도